# Dulag 160

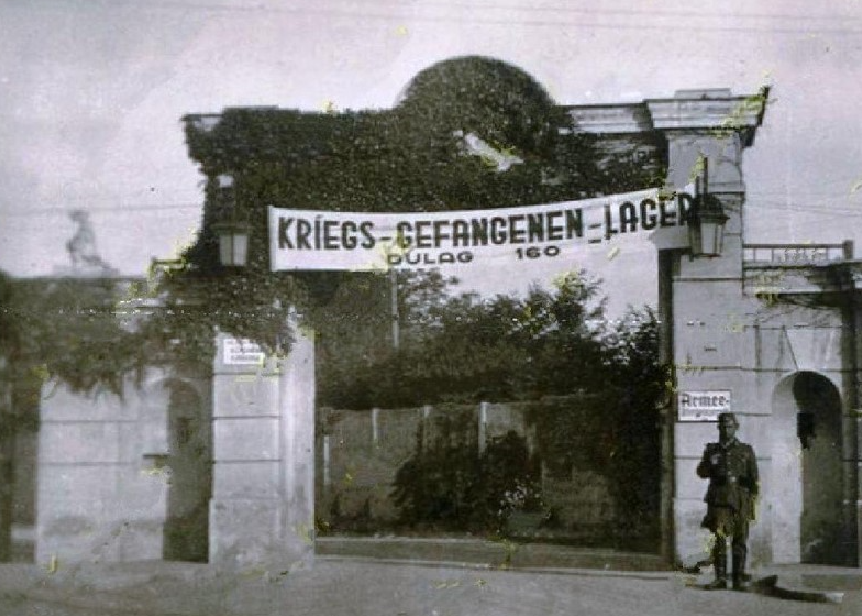
Haupttor Dulag 160

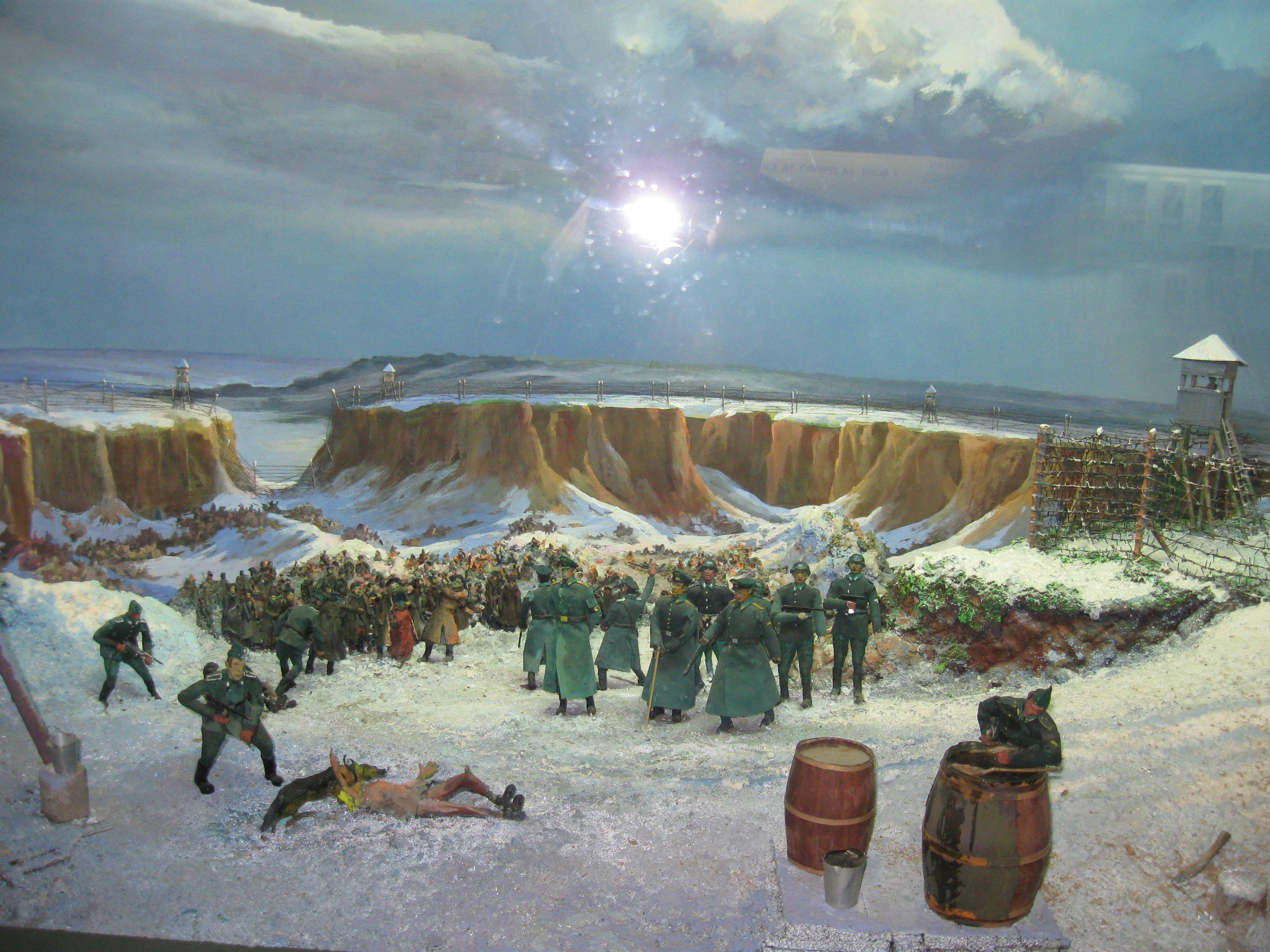
Diagramm im Heimatmuseum

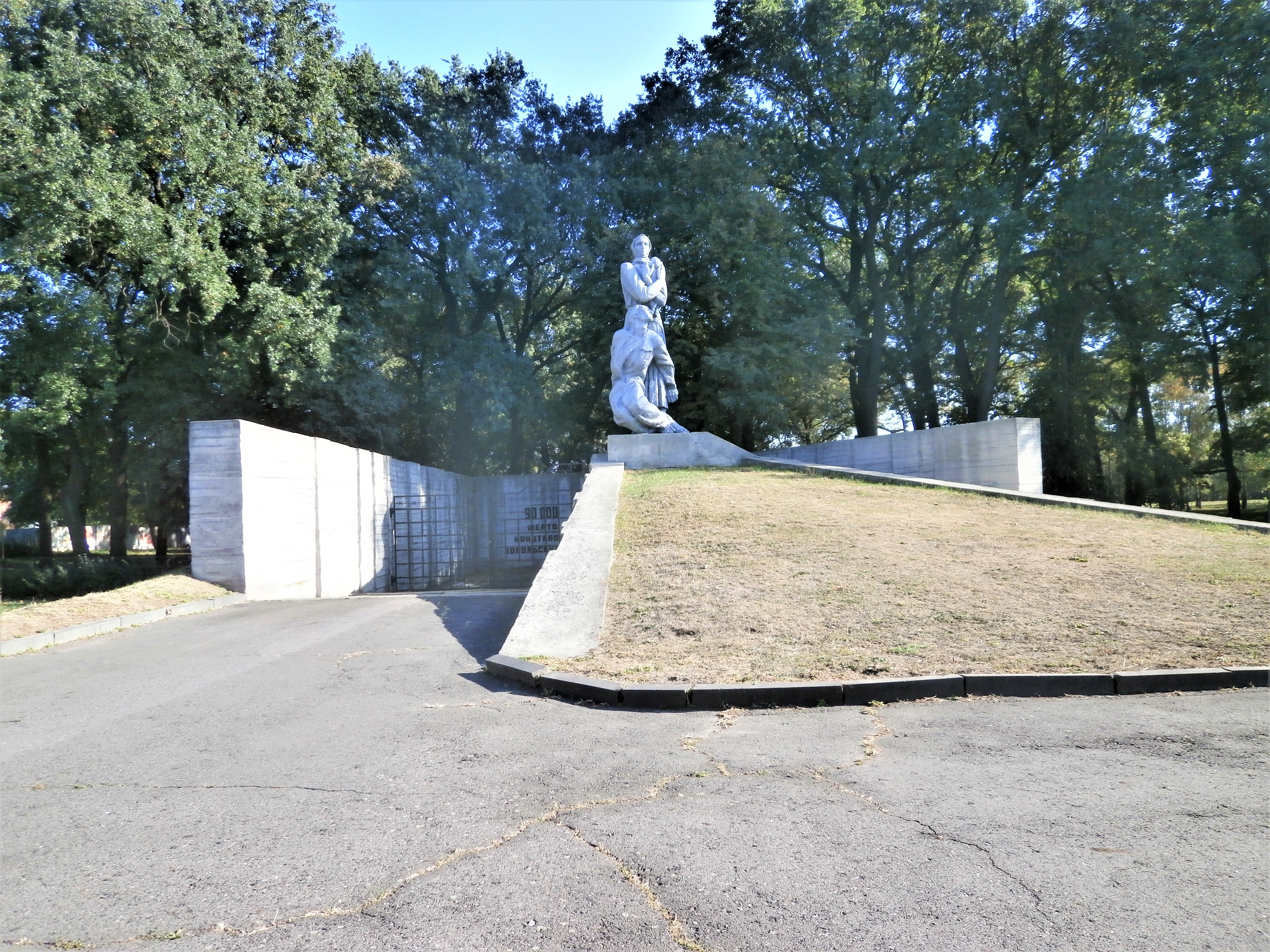
Denkmal für die Häftlinge des Konzentrationslagers

Das Dulag 160 war während des Zweiten Weltkriegs eines der größten Durchgangslager für Kriegsgefangene in der Ukraine. Das Lager bestand von 1941 bis 1943 in Chorol in der Oblast Poltawa.

## Geschichte
Dulag 160 wurde im März 1941 auf dem Balkan gegründet und später in die Ukraine verlegt. Bei Besatzungsbeginn errichteten die deutschen Besatzer in der Stadt ein Kriegsgefangenenlager. Dafür wurden zwei Waggons mit Stacheldraht an den Bahnhof geliefert.
Ab September 1941 und bis Juli 1942 wurde in einem alten Steinbruch am Stadtrand ein Lager etabliert. Im Juli 1942 wurde es dem „Kommandant rückwärtiges Armeegebiet“, Korück 531, unterstellt und Ende August nach Mineralnyje Wody verlegt. Während der Zeit in Chorol unterstand es dem Kommandeur der Kriegsgefangenen beim Befehlshaber des Heeresgebietes Süd und wurde von Oberstleutnant Lepple geleitet.
Der Großteil der Gefangenen waren Ukrainer, Russen und Juden. Ende September 1941 wurden mehr als 60.000 Menschen in dem Lager interniert, darunter auch eine Gruppe von Frauen. Anfang Oktober 1941 war das Lager so überfüllt, dass das Kommando die Verlegung einiger Häftlinge in andere Städte anordnete.
Das Lager selbst war ein Steinbruch in einer Schlucht von 135 Metern Länge, bis zu 90 Metern Breite und bis zu 7 Metern Tiefe. Es war mit mehreren Reihen Stacheldraht umzäunt und mit Wachtürmen ausgestattet. Im Lager gab es eine sogenannte „Krankenstation“, in der die Mindeststerblichkeitsrate pro Monat 600 Menschen betrug und 25 gefangene Ärzte unter Androhung von Folter und Hinrichtung arbeiteten. Auch der Hof rund um das Krankenhaus war mit Stacheldraht umgeben.
Im Gesetz der Kommission zur Untersuchung von Kriegsverbrechen vom 1. Oktober 1943 heißt es: „Die unmittelbaren Schuldigen an der Menschenvernichtung in der Stadt sind Gebietskommissar Eisenach, Gestapo-Chef Ditman, Kommandant des Singer-Lagers, Gefreiter Niederein, dem 1942 das Eiserne Kreuz verliehen wurde“.
Insgesamt wurden in diesem Lager 91.500 bis 100.000 Menschen getötet. Ein ehemaliger Häftling, der Künstler A. Resnitschenko, malte ein Bild, auf dem er deutsche Bewacher darstellt, die die Gefangenen verspotten, Hunde auf sie hetzen und sie schlagen. Dieses Gemälde wurde nach Nürnberg geschickt. Viele grausame Szenen spiegeln sich in den Werken des Künstlers Jewgenij Kobitejew und des Schriftstellers Nikolai Dubow wider.